# Noah (namn)
Noah eller Noa och äldre Noak, är ett förnamn som förekommer i bibeln. Ur bibeln har namnet till svenska även transkriberats som Noak, efter hebreiska Noach (נֹחַ). Det är förmodligen av hebreiskt ursprung och betyder vila eller tröst. I Gamla testamentet, första moseboken, skildras hur Noah i uppdrag att bygga arken, en stor båt. När den var klar kom exemplar av alla jordens djur ombord och räddades undan syndafloden, som utplånade alla andra människor och djur. Noah har under 2000-talet blivit ett populärt pojknamn.
I januari 2023 hade 12 282 män i Sverige med Noah som förnamn, varav 9 113 som tilltalsnamn. 91 kvinnor hade Noah som förnamn, varav 43 som tilltalsnamn.
28 personer hade 2020 Noah som efternamn.
Sedan 2022 är Noah infört i svenska namnlängden. Namnsdagen infaller den 31 mars. I den finlandssvenska namnsdagslängden har Noah namnsdag 15 december sedan 2010.

## Personer med förnamnet Noah eller Noa (urval)

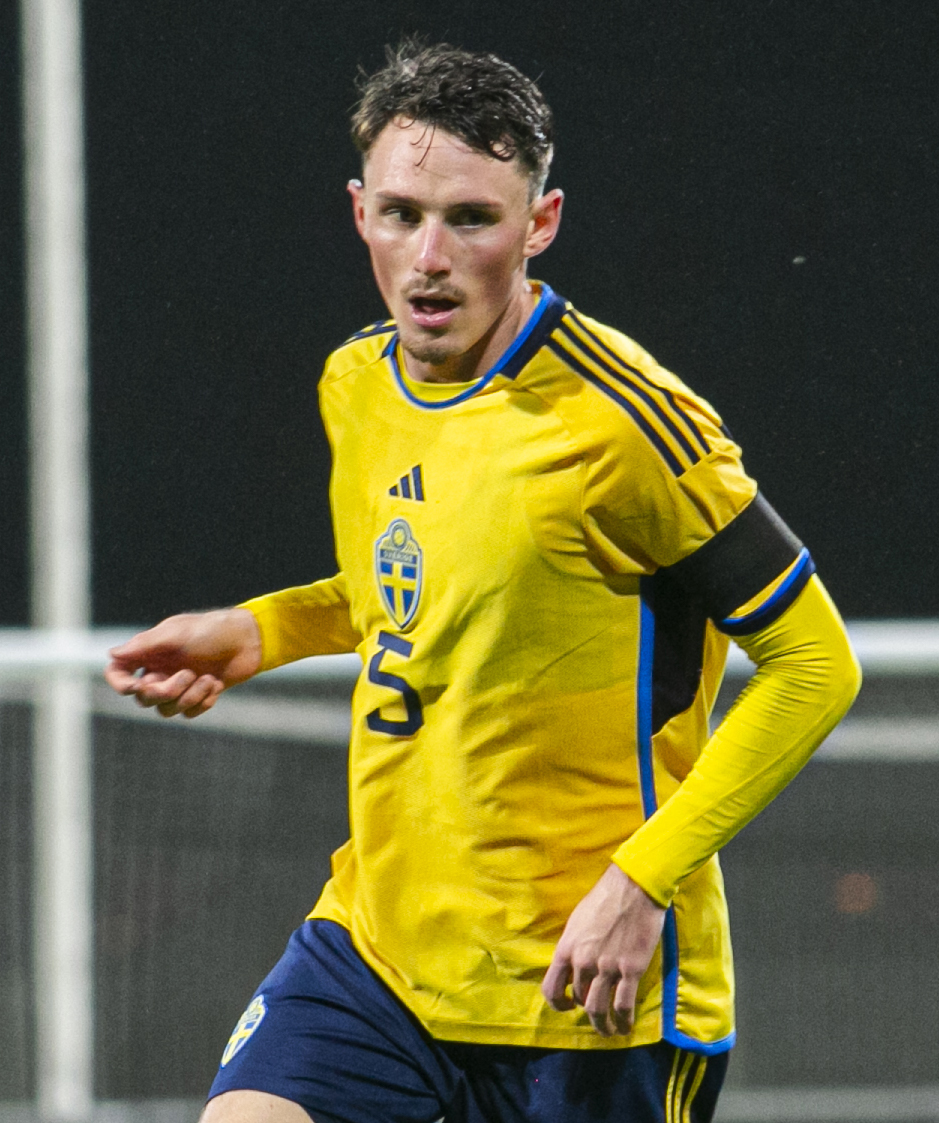
Noah Persson, 2023.

### Män
- Noah Alexandersson (född 2001), svensk fotbollsspelare
- Noah Baumbach (född 1969), amerikansk manusförfattare, filmregissör och filmproducent
- Noah Beery Jr. (1913–1994), amerikansk skådespelare
- Noah Centineo (född 1996), amerikansk skådespelare
- Noah Eile (född 2002), svensk fotbollsspelare
- Noah Emmerich (född 1965), amerikansk skådespelare
- Noah Galvin (född 1994), amerikansk skådespelare
- Yuval Noah Harari (född 1976), israelisk historiker och författare
- Noah Hathaway (född 1971), amerikansk skådespelare
- Noah Kahan (född 1997), amerikansk singer-songwriter
- Noa Lang (född 1999), nederländsk fotbollsspelare
- Noah Lyles (född 1997), amerikansk kortdistanslöpare
- Noah Martin (1801–1863), amerikansk politiker, demokrat, guvernör i New Hampshire
- Noa Möller (född 2001), svensk världsrekordhållare i grodhopp
- Noah Noble  (1794–1844), amerikansk politiker, nationalrepublikan och whig, guvernör i Indiana
- Noah Persson (född 2003), svensk fotbollsspelare
- Noah Ringer (född 1996), amerikansk skådespelare
- Noah Schnapp (född 2004), amerikansk skådespelare
- Noah Shamoun (född 2002), svensk fotbollsspelare
- Noah Sonko Sundberg (född 1996), svensk fotbollsspelare
- Noah Syndergaard (född 1992), amerikansk basebollspelare
- Noah Webster (1758–1843), amerikansk språkvetare, jurist och journalist
- Noa Williams (född 2001), gambisk-svensk fotbollsspelare
- Noa Zubac (född 2002), kroatisk-svensk handbollsspelare

### Kvinnor

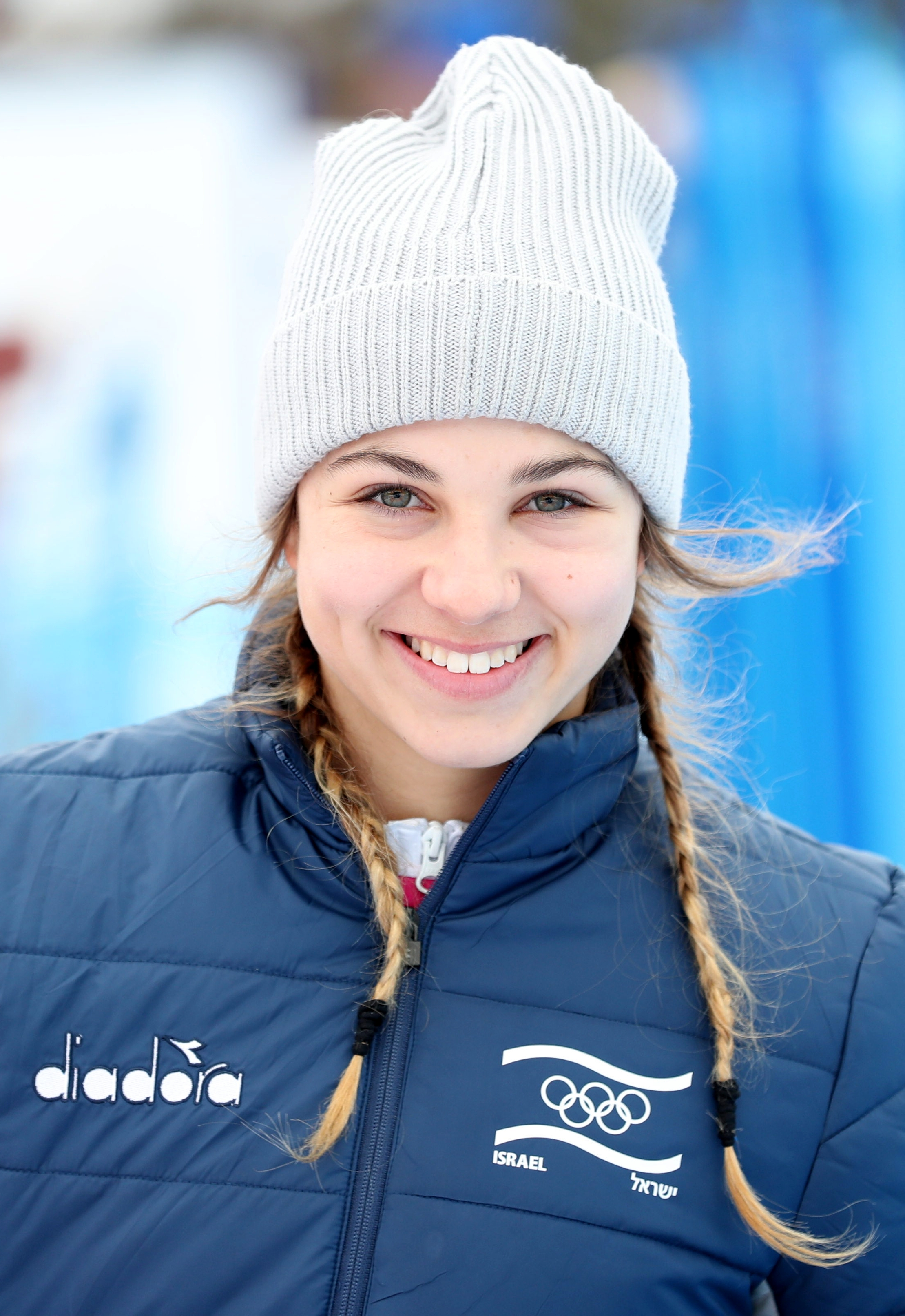
Noa Szollos, 2020.

- Noah Cyrus (född 2000), amerikansk barnskådespelare och sångerska
- Noa Kirel  (född 2001), israelisk sångerska och skådespelare
- Noa Szollos (född 2003), ungersk-israelisk alpin skidåkare

## Personer med efternamnet Noah
- Joakim Noah (född 1985), svensk-fransk-amerikansk basketspelare
- John Noah (1927–2015), amerikansk ishockeyspelare
- Trevor Noah (född 1984), sydafrikansk komiker, skådespelare, radio- och tv-programledare
- Yannick Noah (född 1960), fransk tennisspelare